# Sesamia mocoensis
Sesamia mocoensis är en fjärilsart som beskrevs av Willie Horace Thomas Tams och Wray Merrill Bowden 1953. Sesamia mocoensis ingår i släktet Sesamia och familjen nattflyn. Inga underarter finns listade i Catalogue of Life.